# Интродакуа
Интрода̀куа (на италиански: Introdacqua) е село и община в Южна Италия, провинция Акуила, регион Абруцо. Разположено е на 642 m надморска височина. Населението на общината е 2184 души (към 2010 г.).